# Planigale tealei
Planigale tealei ist ein Beuteltier in der Gattung der Flachkopf-Beutelmäuse, das im Nordwesten Australiens in der Region Pilbara vorkommt. Die Art wurde erst 2023 beschrieben und wurde nach Roy Teale benannt, der das Australian Museum seit vielen Jahrzehnten unterstützt und der viele der Exemplare gesammelt hat, die für die Erstbeschreibung von Planigale tealei und Planigale kendricki untersucht wurden.

## Merkmale
Männchen von erreichen eine maximale Kopf-Rumpf-Länge von 6,3 Zentimeter und ein Maximalgewicht von 6,1 Gramm. Weibchen bleiben mit einer größten Kopf-Rumpf-Länge von 6 Zentimeter und einem Maximalgewicht von 4,7 Gramm etwas kleiner. Die Schwanzlänge beträgt 85 bis 135 % der Kopf-Rumpf-Länge. Auf dem Rücken und im oberen Flankenbereich ist das dichte und sehr weiche Fell graubraun mit einzelnen schwarzen Haarspitzen. Am unteren Flankenbereich wird es heller. Brust und Bauch sind cremefarben bis grau; die Kehle und die Innenseiten von Vorder- und Hinterbeinen sind eher cremefarben. Auf dem Kopf hat das Fell die gleiche Farbe wie am Rücken ist aber kürzer. Der Nasenspiegel ist unbehaart, hat eine schwarze, körnige Haut und eine tiefe Furche in der Mitte. Die Vibrissen sind relativ dick. Die oberste Vibrissenreihe ist schwarz, die Vibrissen der unteren Reihe sind transparent. Nach hinten angelegt reichen die längsten Vibrissen bis zur Mitte der Ohrmuschel. Die Oberseiten der Pfoten sind dicht mit weißen Haaren bedeck. Mit Ausnahme des Hallux besitzen alle Zehen stark gebogene Krallen. Der Schwanz ist lang, dünn und mehr behaart als der von P. kendricki, so dass die Hautschuppen gerade noch durch das Schwanzfell sichtbar sind.

## Lebensraum
Der Lebensraum von Planigale tealei, die Region Pilbara, ist semiarid bis arid und wird von hohen Temperaturen bei wenig Regen und niedriger Luftfeuchtigkeit bestimmt. Die Beutelmausart wurde dort fast ausschließlich in Regionen mit rissigen Tonböden gefangen. In felsigen Lebensräumen kommt sie seltener vor.